# GPS-логгер

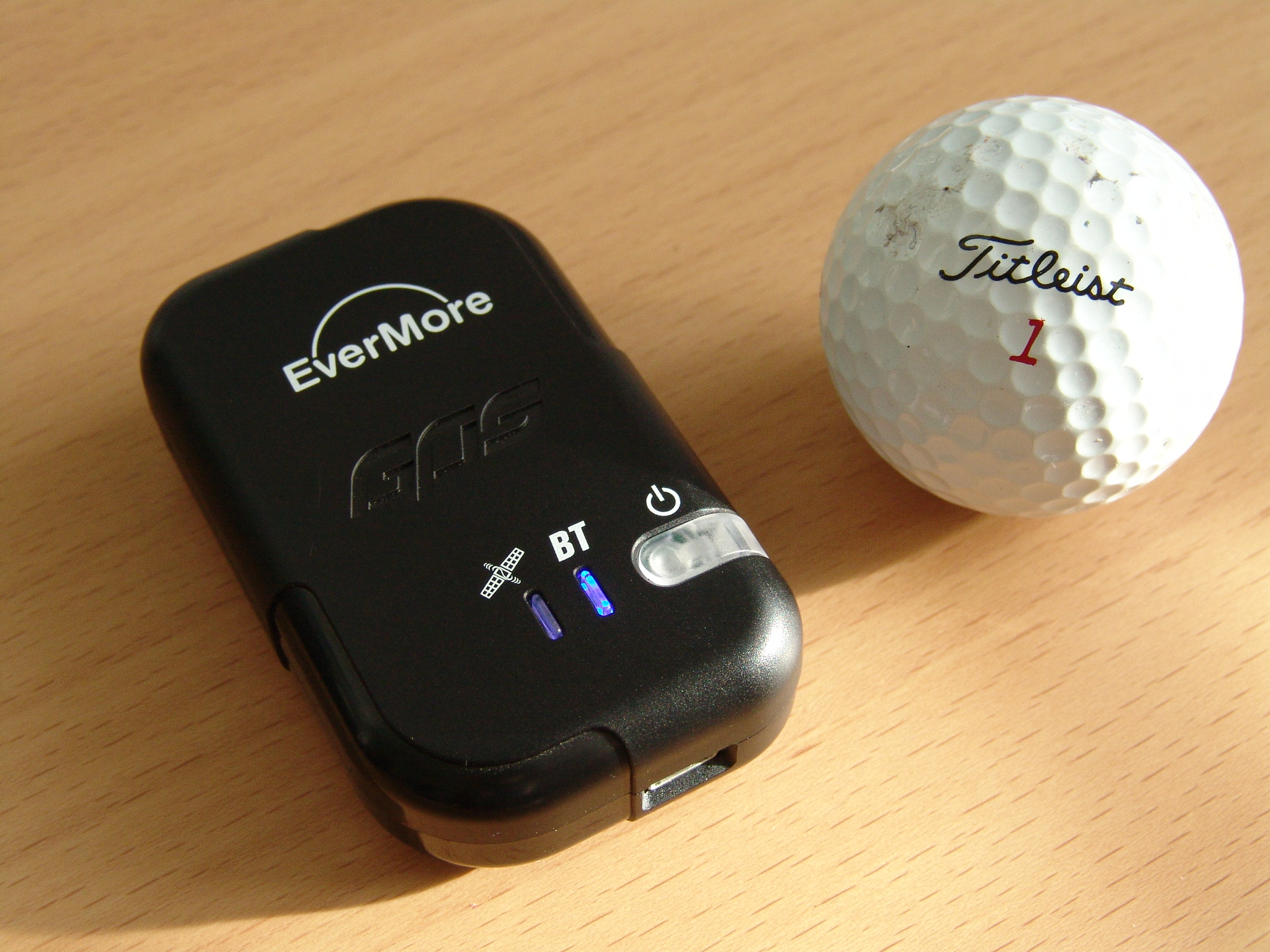
GPS-логгер

GPS-логгер (GPS рекордер, пассивный трекер или GPS DATA-логгер) — особый класс GPS-радиоприёмников, который может работать в режиме обычного GPS-приёмника (принимая информацию от спутниковой группировки NAVSTAR и передавая её на другое устройство по Bluetooth или USB) или — в режиме рекордера/логгера записывая информацию о пройденном пути (треке) в свою встроенную память. Впоследствии накопленную информацию из приёмника можно выгрузить в компьютер для её анализа.
GPS-логгер обычно используется для спутникового мониторинга людей, домашних животных и других ценных объектов. От обычного GPS-приёмника GPS-логгер отличается отсутствием экрана, а от GPS-трекера его отличает отсутствие GSM модуля, обеспечивающего онлайн-передачу данных на серверный центр мониторинга.

## Особенности конструкции
- Наличие встроенной памяти для записи пути (трека, лога). В современных моделях GPS-логгеров объём памяти может достигать такой величины, что позволяет записать в него трек(и) размером до 200 000 точек.
- Интерфейсы: Bluetooth, ZigBee[1] (2,4 ГГц), USB, или флеш-память.
- Питание портативного GPS-логгера может быть автономным (от аккумуляторных батарей), от бортовой сети автомобиля или от USB-порта компьютера. Встречаются конструкции с комбинированным питанием — от аккумуляторов и с питанием от солнечных батарей.
- Некоторые модели GPS-логгеров имеют кнопку, нажимая на которую можно на записываемом пути отметить ту или иную важную (интересную) точку своего пути. Отмеченная точка будет отображена на пройденном пути специальной меткой.
- GPS-логгер может поддерживать технологию A-GPS.[источник не указан 4943 дня]

## Применение
Спорт, туризм, геотегинг фотографий, спутниковый мониторинг, геокэшинг, рыболовство, слежение за подвижными объектами, городское ориентирование, геодезия, картография и др.